# Paralaoma perminuta
Paralaoma perminuta är en snäckart som beskrevs av Preston 1913. Paralaoma perminuta ingår i släktet Paralaoma och familjen punktsnäckor. Inga underarter finns listade i Catalogue of Life.